# 커밀 코두리
커밀 커듀리(영어: Camille Coduri, 영어 발음: /kəˈdjʊəri/, 1965년 4월 18일 ~ )는 잉글랜드의 배우이다. 드라마 《닥터 후》에서 동행자 로즈 타일러의 어머니 재키 타일러 역을 맡았다.
코미디 영화 《호크》 (1988), 《돈가방을 든 수녀》 (1990), 《킹 랄프》 (1991)에서 주연을 맡았다. 또한 《럼폴 오브 더 베일리》, 《어 빗 오브 프라이 앤드 로우리》, 《분》, 《어 터치 오브 프로스트》, 그리고 헨리 필딩의 소설 《기아 톰 존스의 이야기》의 BBC 1997년판 각색 드라마와 같은 시리즈 내 에피소드에서 게스트 역으로 등장하여 영국 텔레비전에서도 널리 출연해 왔다. BBC Three에서 방영된 6부작 드라마 시리즈 《신크로니시티》 (2006)에서도 등장했다.
2005년 재개된 《닥터 후》의 시즌 1~2에서 재키 타일러 역으로 등장했고, 시즌 4의 에피소드 여행의 끝(2008)와 데이비드 테넌트의 마지막 에피소드 시간의 종말(2010)에서 다시 출연했다. 또한 그녀는 2007년 3월 30일 첫방영된 《더 위키스트 링크》의 《닥터 후》 특집 에피소드에 참가했다. 그녀는 노엘 클라크 (작중 미키 스미스 역)와 마지막 라운드에서 겨룬 끝에 게임에서 우승했는데, 16,550파운드의 상금을 다발성 경화증과 자신의 간병인인 자녀들에게 골고루 분배했다.
《애쉬즈 투 애쉬즈》 (2010년 4월)의 한 에피소드에서 수사 진행 동안 진 헌트 국방위원장과 알렉스 드러크 경위를 돕는 여자를 연기했다. 2010년 9월, BBC Three의 코미디쇼 《힘 & 허》에 출연하여 셸리 역을 맡았다.

## 개인 생활
배우 크리스토퍼 펄퍼드와 1992년 결혼했다. 로사 (1992년생)와 산티노 (1996년생), 이 두 자녀를 두고 있다.

## 출연작
| 연도              | 시리즈                                     | 배역             | 주석                                               |
| ----------------- | ------------------------------------------ | ---------------- | -------------------------------------------------- |
| 1987년            | 《분》                                     | 섄디 트렘블릿    | 에피소드 "Taken for a Ride" (#2.5) - '소개' 크레딧 |
| 1987년            | 《죽는 자를 위한 기도》                    | 제니 폭스        | 영화                                               |
| 1988년            | 《동행자》                                 | 모린             | 영화                                               |
| 1988년            | 《더 리버》                                | 실라             | 1개 에피소드 (#1.4)                                |
| 1989년            | 《스트랩리스》                             | 클라크 부인      | 영화                                               |
| 1989년            | 《러스 렌델 미스터리스》                   | 레슬리 아블      | 1개 에피소드 ("The Veiled One")                    |
| 1990년            | 《돈가방을 든 수녀》                       | 페이스 토머스    | 영화                                               |
| 1990년            | 《어 빗 오브 프라이 앤드 로우리》          | 로라             | 에피소드 #2.5                                      |
| 1991년            | 《킹 랄프》                                | 미란다 그린      | 영화                                               |
| 1991년            | 《분》                                     | 나오미           | 에피소드 "Stamp Duty" (#6.13)                      |
| 1992년            | 《럼폴 오브 더 베일리》                    | 도트 클랩턴      | 5개 에피소드                                       |
| 1994~95년         | 《넬슨즈 콜럼》                            | 러레인 와일드    | 9개 에피소드                                       |
| 1996년            | 《어 터치 오브 프로스트》                  | 폴린 베너블스    | 1개 에피소드 ("Paying the Price")                  |
| 1996년            | 《더 페이머스 파이브》                     | 매기             | 1개 에피소드 ("Five on a Hike together")           |
| 1997년            | 《The History of Tom Jones, a Foundling》  | 제니 존스        | 원작 소설 각색                                     |
| 2002년            | 《트리얼 & 레트러뷰션》                    | 샤론 피언리      | 1개 에피소드 (#6.2)                                |
| 2003년            | 《패밀리 (드라마)》                        | 소피             | 6개 에피소드                                       |
| 2004년            | 《윌리엄과 메리》                          | 캐럴             | 에피소드 #2.2                                      |
| 2004년            | 《잉글랜드 익스펙츠》                      | 새디 나이트      | TV 영화                                            |
| 2005년            | 《비즈니스》                               | 노라             | 영화                                               |
| 2005~06,08,2010년 | 《닥터후》                                 | 재키 타일러      | 고정배역 - 15개 에피소드                           |
| 2006년            | 《Pickles: The Dog Who Won the World Cup》 | 재니스 요먼스    | TV 영화                                            |
| 2006년            | 《신크로니시티》                           | 페기 시먼스      | 6개 에피소드                                       |
| 2007년            | 《더 라스트 디텍티브》                     | 베벌리 빈센트    | 1개 에피소드                                       |
| 2007년            | 《애거서 크리스티의 머플》                 | 린지 부인        | 에피소드 "Ordeal by Innocence"                     |
| 2008년            | 《Lark Rise to Candleford》                | 패티             | 에피소드 #1.3                                      |
| 2008년            | 《Honest》                                 | 크리시           | 3개 에피소드                                       |
| 2008년            | 《Love Me Still》                          | 매기 론슨        | 영화                                               |
| 2008년            | 《Adulthood》                              | 버스에 있던 여자 | 영화                                               |
| 2008년            | 《New Tricks》                             | 캐리 소퍼        | 에피소드 "Spare Parts"                             |
| 2009년            | 《The Firm》                               | 셸               | 영화                                               |
| 2010년            | 《Ashes to Ashes》                         | 글로리아         | 에피소드 #3.5                                      |
| 2010년            | 《4.3.2.1》                                | 필립스 부인      | 영화                                               |
| 2010년            | 《Midsomer Murders》                       | 그레이스 비숍스  | 에피소드 "The Noble Art"                           |
| 2010-2013년       | 《Him & Her》                              | 셸리             | 고정배역                                           |
| 2012년            | 《Secrets and Words》                      | 리타             | 1개 에피소드 "Mightier than the Sword"             |
| 2014년            | 《Edge of Heaven》                         | 주디             | 고정배역                                           |